# ザイナブ・ビント・ジャフシュ
ザイナブ・ビント・ジャフシュ（アラビア語: زينب بنت جحش; c. 590年 - 641年）は、イスラーム教の開祖ムハンマド・イブン＝アブドゥッラーフの7番目の妻で、従妹であった。預言者ムハンマドの叔母のウマイマ・ビント・アブドゥルムッタリブの娘。

## 概要
色白、ふくよかな体つきで、美貌であったという。預言者ムハンマドの養子で奴隷出身のザイド・イブン・ハーリサと結婚していたが、預言者と同じ家系である彼女との身分の違いもあり、結婚生活はうまくいかなかった。やがてザイドと離婚した際、預言者ムハンマドに養子は実子ではなく、したがって離婚したあとならば養子の妻だった女性と結婚してもよいというクルアーンが下り、預言者ムハンマドと結婚することとなった。この出来事から、ザイナブは自分以外の預言者の妻たちは親が嫁がせたが、自分だけはアッラーフが預言者ムハンマドにめあわせてくれたと誇った。アーイシャとは預言者ムハンマドを巡って対立関係にあったが、アーイシャが不義密通を疑われた事件の際はアーイシャの潔白を主張し、擁護した。